# Organigramme des tâches du projet
Pour les articles homonymes, voir organigramme.
Un organigramme des tâches du projet (OTP) ou structure de découpage du projet (SDP), ou encore work breakdown structure (WBS) (en anglais), est une décomposition hiérarchique des travaux nécessaires pour réaliser les objectifs d'un projet.
Elle a pour but d’aider à organiser le projet, en définissant la totalité de son contenu et en servant de référence pour planifier les activités et établir le budget prévisionnel. Elle est également utilisée pour guider la gestion des risques, ou identifier les acquisitions nécessaires. Elle permet également de déléguer et de contractualiser la mission confiée à chaque acteur.

## Origine
Le concept d'OTP (WBS en anglais) a été développé par le département américain de la Défense (United States Department of Defense), pour piloter la mise au point du programme de missile Polaris en 1957 dans la Marine. Même si le terme n'était à l'époque pas employé, il constitue la première application d'une décomposition hiérarchique axée sur les tâches et activités à produire pour atteindre les livrables (résultats) voulus. C'est en 1962 que la NASA et l'industrie aéronautique publient un article qui décrit l'approche OTP. En 1968, le département américain de la Défense publie une notice définissant l'utilisation de cette méthode de projet dans l'industrie aéronautique. En 1987, le Project Management Institute a repris ce concept pour le généraliser à l'ensemble des industries dans son ouvrage de référence "Project Management Body of Knowledge" (PMBOK).

## Principes de création d'un OTP

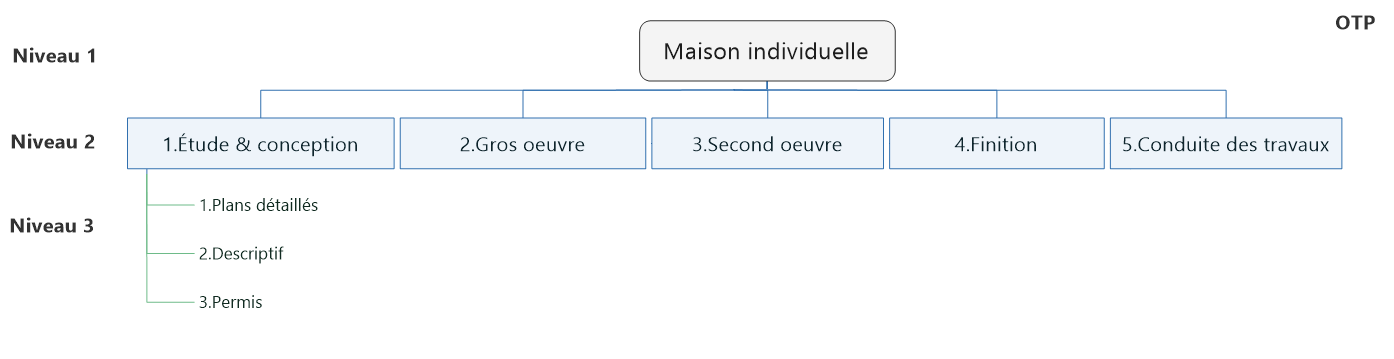
Elaboration progressive - Exemple d'OTP évolutif en début de projet de construction

L'OTP est obtenu en décomposant les livrables et les tâches du projet en éléments plus détaillés et plus facilement maitrisables. Chaque élément de l'OTP correspond à un livrable ou à un ensemble de tâches du projet. Le premier élément au sommet de la hiérarchie est le projet lui-même et porte le nom du projet. Les éléments élémentaires tout au bas de la hiérarchie, c'est-à-dire qui ne font pas eux-mêmes l'objet d'une décomposition, sont appelés « lot de travaux » (work package en anglais),.

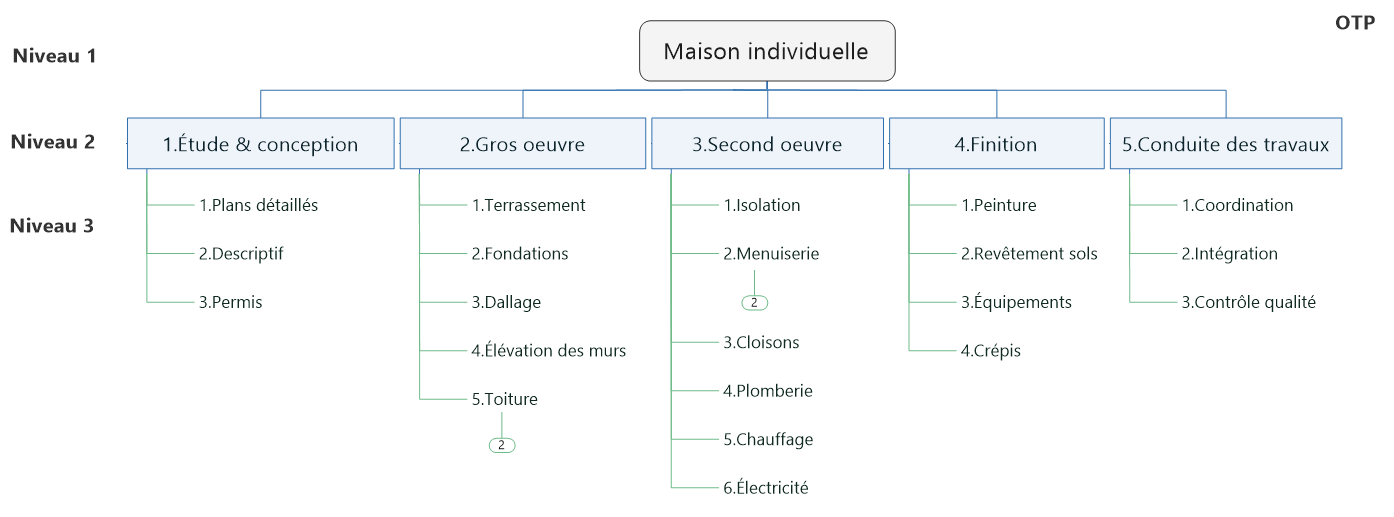
Exemple d'OTP pour les 3 premiers niveaux d'un projet de construction

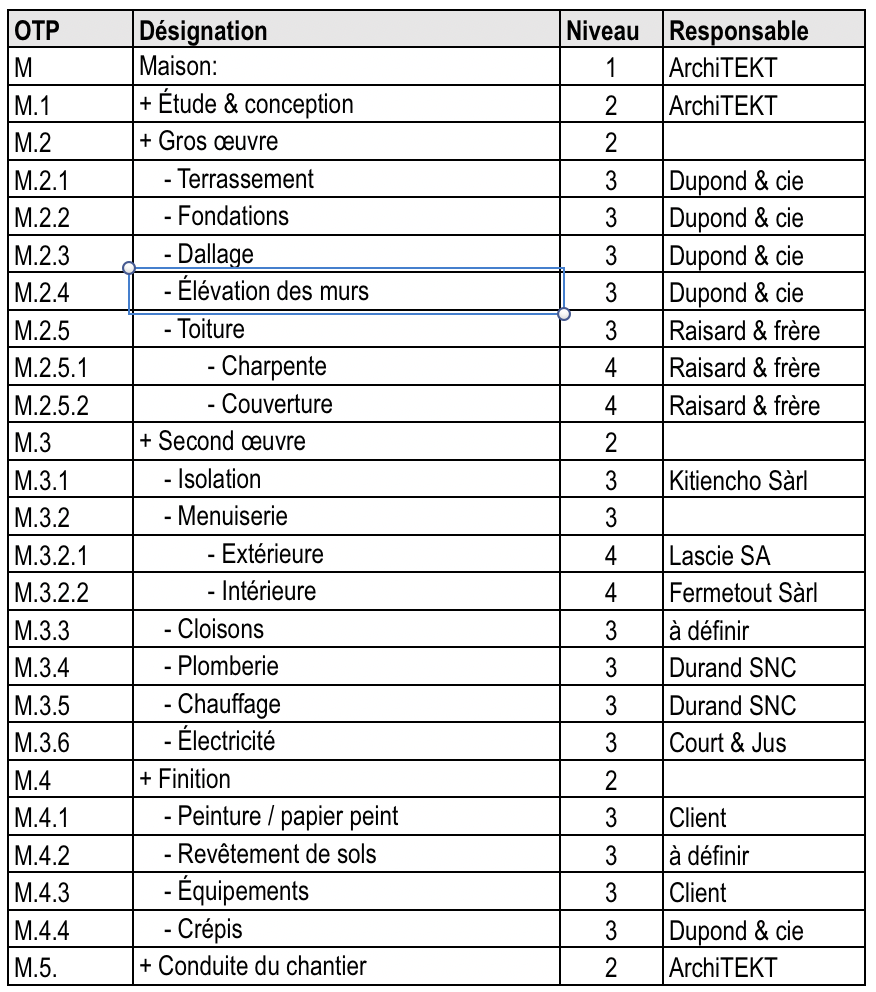
Exemple d'OTP en liste pour la construction d'une maison

Un OTP peut être représenté graphiquement sous forme d'organigramme ou textuellement sous forme de liste indentée. Chaque élément a un identifiant unique. Un dictionnaire de l'OTP peut également recenser pour chaque élément des informations additionnelles, par exemple la description du travail, l'organisation responsable, les jalons, les critères d'acceptation, des références techniques ou des informations contractuelles.

### Stratégie de décomposition
Plusieurs approches sont possibles pour décomposer les premiers niveaux d'un OTP, par exemple :
- par livrables principaux;
- par phase puis par livrable;
- par corps de métiers puis par livrables;
- par organisation responsable ;

La décomposition de l'OTP va jusqu'au niveau de détail du lot de travail et en principe pas jusqu'à l'activité élémentaire. En effet, pour la norme ISO 21500 comme pour le PMBOK, l'OTP est un outil de gestion du contenu et non un outil de planification et d'ordonnancement des tâches, et dans les deux référentiels, l'OTP est une donnée d'entrée pour la définition des activités. Toutefois, dans la pratique la frontière entre les deux n'est pas aussi nette, puisque les activités élémentaires sont une décomposition de plus d'un élément de l'OTP.
Le principe de l'élaboration progressive permet de faire évoluer le niveau de décomposition de l'OTP en cours de projet. Le niveau de décomposition des éléments d'OTP est alors approfondi au fur et à mesure que les détails sont découverts ou déterminés. Au début du projet, l'OTP peut ainsi par exemple se limiter à un niveau général, et ne détailler que le premier élément (par exemple une phase d'étude). Les autres éléments ne sont alors détaillés à un niveau plus fin qu'après que les résultats de l'étude soient connus.

### Règle des 100%
L'un des principes fondamentaux de l'OTP est que la totalité des travaux nécessaires à chaque décomposition correspond à l'intégralité du travail nécessaire pour l'élément décomposé. Ce principe est aussi appelé la règle des 100 % : l'OTP comprend 100 % des travaux définis par le contenu du projet et capte tous les livrables – internes, externes, intermédiaires – en ce qui concerne le travail à accomplir, y compris ceux de la gestion de projet. La règle s'applique à tous les niveaux dans la hiérarchie : la somme des travaux au niveau « enfant » doit être égale à 100 % du travail représenté par le « parent ». Elle ne comprend que le contenu du projet. Elle n'inclut ainsi aucune tâche qui ne serait pas du ressort du projet. Autrement dit, elle ne peut pas inclure plus de 100 % du travail.
Il est important de se rappeler que la règle des 100 % s'applique également au niveau de l'activité. Le travail représenté par les activités dans chaque sous-ensemble de travail doit s’ajouter jusqu'à totaliser 100 % des travaux nécessaire pour compléter l’ensemble du travail.

### Éléments mutuellement exclusifs
Les éléments d'un même niveau doivent être mutuellement exclusifs. Il ne devrait pas y avoir de chevauchement du contenu désigné par différents éléments d'un OTP. Ces chevauchements pourraient en effet entraîner du travail effectué en double ou une mauvaise communication sur la responsabilité et l'autorité. Un tel chevauchement pourrait aussi prêter à confusion pour la comptabilité analytique du projet. Si les noms d'élément de l'OTP sont ambigus, le dictionnaire de l'OTP peut aider à clarifier les distinctions. Le dictionnaire de l'OTP décrit chaque composant de l'OTP avec jalons, résultats attendus, activités, portée, et parfois des dates, ressources, coûts, et critères de qualité.

### Décomposition par résultats plutôt que par actions
La meilleure façon de se conformer à la règle des 100 % est de définir des éléments de l'OTP en termes de résultats, pas d'actions. Cela garantit également que l'OTP n'inclut pas de méthodes trop normatives, ce qui permet une plus grande ingéniosité et créativité de la part des participants au projet. Pour les projets de développement de nouveaux produits, la technique la plus courante pour s'assurer d'un OTP axé sur les résultats consiste à utiliser une structure de répartition des constituants du produit. Les projets logiciels axés sur les fonctionnalités peuvent utiliser une technique similaire qui consiste à employer une structure caractéristique des sous-fonctions. Lorsqu'un projet consiste à fournir des services, une technique courante consiste à capturer tous les livrables prévus pour créer un OTP axé sur les livrables. Les OTP qui subdivisent le travail par phases du projet (phase de conception préliminaire, phase de conception détaillée, etc.) veillent à ce que les phases soient clairement séparées par un livrable également utilisé dans la définition des critères d'entrée et de sortie (par exemple un examen d’approbation de la conception préliminaire ou détaillée).

## Normes et techniques
La norme internationale ISO 21500, intitulée « Lignes directrices sur le management de projet » définit un cadre de référence pour l'organisation, la planification et la conduite de projets.  L'organigramme des tâches du projet y est identifié comme technique de gestion du contenu (périmètre) qui sert de pivot à d'autres processus de management de projet.  Elle identifie également le dictionnaire de l'OTP, qui documente chacun des éléments qui y sont identifiés.   
La norme internationale ISO 21511, intitulée « Management de projets, programmes et portefeuilles - Organigramme des Tâches en management de projet et de programme » complète la norme ISO 21500 avec des lignes directrices et des pratiques reconnues pour l’élaboration et la création de l'OTP. 

## Concepts voisins
La structure de décomposition du produit (en anglais PBS pour Product Breakdown Structure) est une décomposition de projet basée exclusivement sur les produits (livrables). L'élément au sommet de la PBS porte le nom du produit, et chaque niveau de décomposition supplémentaire correspond aux sous-produits/composants. Les éléments terminaux correspondent à des produits élémentaires. Ce concept est proche d'un WBS dont la stratégie de décomposition serait par livrable.
L'organigramme fonctionnel (en anglais OBS pour Organizational Breakdown Structure) est la représentation hiérarchique de l'organisation du projet, décomposée en entités organisationnelles, qui permet de clarifier quelle entité est responsable pour quels lots de travaux.